# Jabloňany
Jabloňany är en ort i Tjeckien.   Den ligger i regionen Södra Mähren, i den östra delen av landet, 170 km öster om huvudstaden Prag. Jabloňany ligger 335 meter över havet och antalet invånare är 367.
Terrängen runt Jabloňany är huvudsakligen kuperad, men den allra närmaste omgivningen är platt. Jabloňany ligger nere i en dal. Runt Jabloňany är det ganska tätbefolkat, med 144 invånare per kvadratkilometer. Närmaste större samhälle är Blansko, 11,7 km söder om Jabloňany. Omgivningarna runt Jabloňany är en mosaik av jordbruksmark och naturlig växtlighet.